# MTV Video Music Awards/Best New Artist
Der MTV Video Music Award for Best New Artist ist neben dem Hauptpreis der MTV Video Music Awards sowie einigen technischen Kategorien einer der wenigen Awards, die seit der Erstverleihung 1984 vergeben werden.
Von 1984 bis 2006 firmierte er unter dem Namen Best New Artist in a Video. 2006 wurde der Namen in Best New Artist geändert, weil die Awards in diesem Jahr für das Gesamtwerk des Künstlers in dem Jahr galten. Das Konzept konnte sich jedoch nicht durchsetzen und so kehrte er 2007 unter seinem ursprünglichen Namen zurück. Von 2013 bis 2015 hieß die Kategorie dagegen Artist to Watch. Seit 2016 wird wieder das Gesamtwerk eines einzelnen Künstlers gewertet.
Der Award richtete sich an Newcomer. Allerdings gab es bereits mehrere Gewinner, deren ausgezeichnete Videos nicht von ihren Debütalben stammten. Dies waren Eurythmics (1984), Nirvana (1992), Eminem (1999), Avenged Sevenfold (2006), Tokio Hotel (2008) und Gym Class Heroes (2007).
2020 wurde die Kategorie zusammen mit dem Best Push Artist zu der Schnittmengenkategorie MTV Video Music Awards/Push Best New Artist zusammengelegt.

## Übersicht
| Award | Jahr | Preisträger                        | für das Video                                         | Nominierungen |
| ----- | ---- | ---------------------------------- | ----------------------------------------------------- | --- |
| 1.    | 1984 | Eurythmics                         | Sweet Dreams (Are Made of This)                       | - Cyndi Lauper – Girls Just Want to Have Fun - Cyndi Lauper – Time After Time - Madonna – Borderline - Wang Chung – Dance Hall Days                                                                          |
| 2.    | 1985 | ’Til Tuesday                       | Voices Carry                                          | - Frankie Goes to Hollywood – Two Tribes - Julian Lennon – Too Late for Goodbyes - Sade – Smooth Operator - Sheila E. – The Glamorous Life                                                                   |
| 3.    | 1986 | a-ha                               | Take On Me                                            | - The Hooters – And We Danced - Whitney Houston – How Will I Know - Pet Shop Boys – West End Girls - Simply Red – Holding Back the Years                                                                     |
| 4.    | 1987 | Crowded House                      | Don’t Dream It’s Over                                 | - Robert Cray – Smoking Gun - The Georgia Satellites – Keep Your Hands to Yourself - Bruce Hornsby and the Range – The Way It Is - Timbuk3 – The Future's So Bright, I Gotta Wear Shades                     |
| 5.    | 1988 | Guns N' Roses                      | Welcome to the Jungle                                 | - The Godfathers – Birth, School, Work, Death - Buster Poindexter – Hot, Hot, Hot - Swing Out Sister – Breakout - Jody Watley – Some Kind of Lover                                                           |
| 6.    | 1989 | Living Colour                      | Cult of Personality                                   | - Paula Abdul – Straight Up - Edie Brickell & New Bohemians – What I Am - Neneh Cherry – Buffalo Stance |
| 7.    | 1990 | Michael Penn                       | No Myth                                               | - Bell Biv DeVoe – Poison - The Black Crowes – Jealous Again - Jane Child – Don't Wanna Fall in Love - Lenny Kravitz – Let Love Rule - Alannah Myles – Black Velvet - Lisa Stansfield – All Around the World |
| 8.    | 1991 | Jesus Jones                        | Right Here, Right Now                                 | - C+C Music Factory – Gonna Make You Sweat (Everybody Dance Now) - Deee-Lite – Groove Is in the Heart - Gerardo – Rico Suave - Seal – Crazy                                                                  |
| 9.    | 1992 | Nirvana                            | Smells Like Teen Spirit                               | - En Vogue – My Lovin’ (You’re Never Gonna Get It) - Red Hot Chili Peppers – Under the Bridge - Van Halen – Right Now                                                                                        |
| 10.   | 1993 | Stone Temple Pilots                | Plush                                                 | - Tasmin Archer – Sleeping Satellite - Belly – Feed the Tree - Porno for Pyros – Pets |
| 11.   | 1994 | Counting Crows                     | Mr. Jones                                             | - Beck – Loser - Björk – Human Behaviour - Green Day – Longview - Lisa Loeb und Nine Stories – Stay (I Missed You) - Me'Shell NdegéOcello – If That's Your Boyfriend (He Wasn't Last Night)                  |
| 12.   | 1995 | Hootie & the Blowfish              | Hold My Hand                                          | - Jeff Buckley – Last Goodbye - Des'ree – You Gotta Be - Filter – Hey Man, Nice Shot - Portishead – Sour Times (Nobody Loves Me)                                                                             |
| 13.   | 1996 | Alanis Morissette                  | Ironic                                                | - Tracy Bonham – Mother Mother - Garbage – Stupid Girl - Jewel – Who Will Save Your Soul |
| 14.   | 1997 | Fiona Apple                        | Sleep to Dream                                        | - Meredith Brooks – Bitch - Hanson – MMMBop - Jamiroquai – Virtual Insanity - The Wallflowers – One Headlight                                                                                                |
| 15.   | 1998 | Natalie Imbruglia                  | Torn                                                  | - Cherry Poppin’ Daddies – Zoot Suit Riot - Chumbawamba – Tubthumping - Fastball – The Way - Mase – Feel So Good (My Father’s Eyes) - Brian McKnight – Anytime                                               |
| 16.   | 1999 | Eminem                             | My Name Is                                            | - Kid Rock – Bawitdaba - Jennifer Lopez – If You Had My Love - Orgy – Blue Monday |
| 17.   | 2000 | Macy Gray                          | I Try                                                 | - Christina Aguilera – What a Girl Wants - Papa Roach – Last Resort - Pink – There You Go - Sisqó – Thong Song                                                                                               |
| 18.   | 2001 | Alicia Keys                        | Fallin’                                               | - Coldplay – Yellow - Nikka Costa – Like a Feather - David Gray – Babylon - Sum 41 – Fat Lip |
| 19.   | 2002 | Avril Lavigne                      | Complicated                                           | - Ashanti – Foolish - B2K – Uh Huh - John Mayer – No Such Thing - Puddle of Mudd – Blurry |
| 20.   | 2003 | 50 Cent                            | In da Club                                            | - The All-American Rejects – Swing, Swing - Kelly Clarkson – Miss Independent - Evanescence (feat. Paul McCoy) – Bring Me to Life - Sean Paul – Get Busy - Simple Plan – Addicted                            |
| 21.   | 2004 | Maroon 5                           | This Love                                             | - The Darkness – I Believe in a Thing Called Love - Jet – Are You Gonna Be My Girl - JoJo – Leave (Get Out) - Kanye West (feat. Syleena Johnson) – All Falls Down - Yellowcard – Ocean Avenue                |
| 22.   | 2005 | The Killers                        | Mr. Brightside                                        | - Ciara (feat. Missy Elliott) – 1, 2 Step - The Game – Dreams - John Legend – Ordinary People - My Chemical Romance – Helena                                                                                 |
| 23.   | 2006 | Avenged Sevenfold                  | Bat Country                                           | - Angels & Airwaves – The Adventure - James Blunt – You're Beautiful - Chris Brown (feat. Juelz Santana) – Run It! - Panic! at the Disco – I Write Sins Not Tragedies - Rihanna – SOS                        |
| 24.   | 2007 | Gym Class Heroes                   | (in diesem Jahr wurde nur der Künstler ausgezeichnet) | - Amy Winehouse - Carrie Underwood - Lily Allen - Peter Bjorn and John |
| 25.   | 2008 | Tokio Hotel                        | Ready, Set, Go!                                       | - Miley Cyrus – 7 Things - Katy Perry – I Kissed a Girl - Jordin Sparks (featuring Chris Brown) – No Air - Taylor Swift – Teardrops on My Guitar                                                             |
| 26.   | 2009 | Lady Gaga                          | Poker Face                                            | - 3OH!3 – Don’t Trust Me - Drake – Best I Ever Had - Kid Cudi – Day ’n’ Nite - Asher Roth – I Love College                                                                                                   |
| 27.   | 2010 | Justin Bieber (featuring Ludacris) | Baby                                                  | - Broken Bells – The Ghost Inside - Jason Derulo – In My Head - Kesha – Tik Tok - Nicki Minaj (featuring Sean Garrett) – Massive Attack                                                                      |
| 28.   | 2011 | Tyler, the Creator                 | Yonkers                                               | - Big Sean (featuring Chris Brown) – My Last - Foster the People – Pumped Up Kicks - Kreayshawn – Gucci Gucci - Wiz Khalifa – Black and Yellow                                                               |
| 29.   | 2012 | One Direction                      | What Makes You Beautiful                              | - Fun (featuring Janelle Monáe) – We Are Young - Carly Rae Jepsen – Call Me Maybe - Frank Ocean – Swim Good - The Wanted – Glad You Came                                                                     |
| 30.   | 2013 | Austin Mahone                      | What About Love                                       | - Iggy Azalea – Work - Twenty One Pilots – Holding on to You - The Weeknd – Wicked Games - Zedd (featuring Foxes) – Clarity                                                                                  |
| 31.   | 2014 | Fifth Harmony                      | Miss Movin’ On                                        | - 5 Seconds of Summer – She Looks So Perfect - Charli XCX – Boom Clap - Schoolboy Q – Man of the Year - Sam Smith – Stay with Me                                                                             |
| 32.   | 2015 | Fetty Wap                          | Trap Queen                                            | - James Bay – Hold Back the River - George Ezra – Budapest - FKA Twigs – Pendulum - Vance Joy – Riptide |
| 33.   | 2016 | DNCE                               | (in diesem Jahr wurde nur der Künstler ausgezeichnet) | - Desiigner - Lukas Graham - Zara Larsson - Bryson Tiller |
| 34.   | 2017 | Khalid                             | (in diesem Jahr wurde nur der Künstler ausgezeichnet) | - Julia Michaels - Kodak Black - Noah Cyrus - SZA - Young M.A |
| 35.   | 2018 | Cardi B                            | (in diesem Jahr wurde nur der Künstler ausgezeichnet) | - Bazzi - Chloe x Halle - Hayley Kiyoko - Lil Pump - Lil Uzi Vert |
| 36.   | 2019 | Billie Eilish                      | (in diesem Jahr wurde nur der Künstler ausgezeichnet) | - Ava Max - H.E.R. - Lil Nas X - Lizzo - Rosalía |
| 37.   | 2020 | Doja Cat                           | (in diesem Jahr wurde nur der Künstler ausgezeichnet) | - Lewis Capaldi - Jack Harlow - Tate McRae - Roddy Ricch - YUNGBLUD |
| 38.   | 2021 | Olivia Rodrigo                     | (in diesem Jahr wurde nur der Künstler ausgezeichnet) | - 24kGoldn - Giveon - The Kid Laroi - Polo G - Saweetie |
| 39.   | 2022 | Dove Cameron                       | (in diesem Jahr wurde nur der Künstler ausgezeichnet) | - Baby Keem - Gayle - Latto - Måneskin - Seventeen |
| 40.   | 2023 | Ice Spice                          | (in diesem Jahr wurde nur der Künstler ausgezeichnet) | - GloRilla - Kaliii - Peso Pluma - PinkPantheress - Reneé Rapp |